# Bela Vista de Goiás
Bela Vista de Goiás là một đô thị thuộc bang Goiás, Brasil. Đô thị này có diện tích 1280,9 km², dân số năm 2007 là 22043 người, mật độ 17,3 người/km².